# IX з'їзд Комуністичної партії Молдавії
IX з'їзд Комуністичної партії Молдавії — з'їзд Комуністичної партії Молдавії, що відбувся 28—29 січня 1960 року в місті Кишиневі.

## Порядок денний з'їзду
1. Звіт ЦК КПМ
2. Звіт Ревізійної Комісії КПМ
3. Вибори керівних органів КПМ.

## Керівні органи партії
Обрано 91 члена ЦК КПМ, 35 кандидатів у члени ЦК КПМ та 19 членів Ревізійної Комісії КПМ.

### Члени Центрального комітету КП Молдавії
- Аленицький Григорій Лук'янович — військовослужбовець
- Андрейчук Ганна Тимофіївна — директор Кишинівської швейної фабрики № 1
- Аніканов Іван Михайлович — секретар ЦК КПМ
- Антипов Володимир Васильович — 1-й секретар Бульбоцького райкому КПМ
- Антосяк Георгій Федорович — голова Молдавської Ради народного господарства
- Афонін Іван Михайлович — військовослужбовець
- Афтенюк Герман Трохимович — заступник голови Ради міністрів Молдавської РСР
- Батушкін Василь Єгорович — 1-й секретар Рибницького райкому КПМ
- Бєляєва Марія Василівна — голова колгоспу імені Мічуріна Дубосарського району
- Бодюл Іван Іванович — 2-й секретар ЦК КПМ
- Ботезату Г.Н. — старший дояр-механізатор радгоспу «Вишневський» Комратського району
- Бронич П.Н. —
- Буга Василь Гаврилович — 1-й секретар ЦК ЛКСМ Молдавії
- Василатій Іван Дем'янович —голова колгоспу імені Леніна села Чобручі Тираспольського району
- Васильєв Вадим Миколайович — 1-й секретар Дубосарського райкому КПМ
- Вердиш Дмитро Іванович — 1-й секретар Котовського райкому КПМ
- Волнянський Кирило Віссаріонович —
- Володько Антон Євгенович — 1-й секретар Тараклійського райкому КПМ
- Воробйов Павло Федотович — завідувач відділу промисловості і транспорту ЦК КПМ
- Гапонов Микола Єгорович — 1-й секретар Вулканештського райкому КПМ
- Гарцуєв Павло Миколайович — начальник Молдавської залізниці
- Годоба Макар Петрович — голова Кишинівського міськвиконкому
- Голубицький Олександр Олександрович — редактор газети «Советская Молдавия».
- Гросул Яким Сергійович — голова президії Молдовської філії Академії наук СРСР
- Дарієнко Петро Степанович — редактор газети «Молдова сочіалісте»
- Дворников Прокіп Гнатович — директор Молдавського НДІ зрошувального землеробства і овочівництва, член-кореспондент ВАСГНІЛ
- Д'єур Михайло Пилипович — голова Комісії радянського контролю РМ Молдавської РСР
- Діордиця Олександр Пилипович — голова Ради Міністрів Молдавської РСР
- Дороганич Олександр Деонісович — 1-й секретар Чимишлійського райкому КПМ
- Дудко Веніамін Іларіонович — завідувач сільськогосподарського відділу ЦК КПМ
- Дудник Микола Трохимович — 1-й секретар Бендерського міськкому КПМ
- Дурноп'янов Іван Леонтійович — 1-й секретар Страшенського райкому КПМ
- Єпур Федір Семенович — 1-й секретар Оргіївського райкому КПМ
- Єфимов Сергій Петрович — міністр сільського господарства Молдавської РСР
- Ілляшенко Кирило Федорович — завідувач відділу науки, шкіл і культури ЦК КПМ
- Казанір Яким Семенович — прокурор Молдавської РСР
- Катаєв Спиридон Олексійович — 1-й секретар Єдинецького райкому КПМ
- Кирикой Іван Трохимович — 1-й секретар Липканського райкому КПМ
- Кодіца Іван Сергійович — голова Президії Верховної Ради Молдовської РСР
- Кожухар Павло Ананійович — голова колгоспу «Прикордонник» Липканського району
- Косоруков Анатолій Степанович — 1-й секретар Тираспольського райкому КПМ
- Коханський Василь Іванович — завідувач відділу партійних органів ЦК КПМ
- Кранга Петро Федорович — міністр торгівлі Молдавської РСР
- Крачун Агрипина Микитівна — міністр освіти Молдавської РСР
- Кулюк Леонід Федорович — 1-й секретар Бельцького райкому КПМ
- Лазарев Артем Маркович — міністр культури Молдавської РСР
- Масловський Костянтин Володимирович — фрезерувальник
- Машнер Ніна Антонівна — голова Чадир-Лунзького райвиконкому
- Медведєв Олексій Іванович — завідувач відділу пропаганди і агітації ЦК КПМ
- Михайлов Іван Дмитрович — 1-й секретар Комратського райкому КПМ
- Міщенко Дмитро Іванович — голова колгоспу імені Леніна Тираспольського району
- Молдован Василь Кирилович — 1-й секретар Фалештського райкому КПМ
- Моргунов Володимир Микитович —
- Наговіцин С.П. — слюсар кишинівського заводу «Автодеталь»
- Нечаєнко Олександр Васильович — 1-й секретар Тираспольського міськкому КПМ
- Носач В.П. —
- Онуфрей Є.А. —
- Орєшкін Микола Васильович — начальник Управління виноробної промисловості Молдавської Ради народного господарства
- Папуров Антон Іванович — голова колгоспу імені Леніна Чадир-Лунзького району
- Паскар Петро Андрійович — 1-й секретар Чадир-Лунзького райкому КПМ
- Пержан Дмитро Григорович — завідувач відділу адміністративних і торгово-фінансових органів ЦК КПМ
- Полєтаєв Петро Іванович — 1-й секретар Леовського райкому КПМ
- Попов Олександр Лазарович — агроном колгоспу «Біруїнца» Страшенського району
- Постовий Євген Семенович — 1-й секретар Кишинівського міськкому КПМ; секретар ЦК КПМ
- Потапов Семен Іванович — 1-й секретар Ришканського райкому КПМ
- Романов Мойсей Петрович — міністр внутрішніх справ Молдавської РСР
- Савченко Іван Тихонович — голова Комітету державної безпеки при Раді міністрів Молдавської РСР
- Селезньов Олександр Васильович — 1-й секретар Сороцького райкому КПМ
- Сердюк Зиновій Тимофійович — 1-й секретар ЦК КПМ
- Сидоренко Сергій Степанович — голова Молдавської республіканської ради профспілок
- Сидоров Михайло Іванович — директор Кишинівського сільськогосподарського інституту імені Фрунзе
- Скульський Георгій Петрович — начальник управління будівництва Молдавської Ради народного господарства
- Скуртул Максим Васильович — секретар ЦК КПМ
- Скуртул Мефодій Якович — 1-й секретар Теленештського райкому КПМ
- Смирнов Леонід Павлович — 1-й секретар Унгенського райкому КПМ
- Сорочан Євгенія Григорівна — голова колгоспу «Вяца ноуе» Флорештського району
- Спину А.Ф. —
- Стинга Мойсей Олексійович — 1-й секретар Бендерського райкому КПМ
- Тіунов Анатолій Іванович — 1-й секретар Кагулського райкому КПМ
- Ткач Дмитро Григорович — секретар ЦК КПМ; завідувач відділу Ради міністрів Молдавської РСР
- Токарєв Іван Мойсейович — 1-й секретар Окницького райкому КПМ
- Хриптулов Микола Іванович — 1-й секретар Лазовського райкому КПМ
- Чебан Іван Олександрович — 1-й секретар Каларашського райкому КПМ
- Чеботар Варфоломій Ісидорович — 1-й секретар Карпіненського райкому КПМ
- Чорба Микола Григорович — голова Держплану РМ Молдавської РСР
- Чумаков Н.С. —
- Чурбанов Ізосим Квінтельянович — 1-й секретар Криулянського райкому КПМ
- Шкорупеєв Іван Семенович — 1-й заступник голови Молдавської ради народного господарства
- Шпак Леонтій Омелянович — голова Партійної комісії при ЦК КПМ
- Штирбу С.Г. —
- Щолоков Микола Онисимович — 1-й заступник голови Ради міністрів Молдавської РСР

### Кандидати у члени Центрального комітету КП Молдавії
- Алябін М.П. —
- Богута В.А. —
- Ботнар С.А. —
- Ведрашко Ф.К. —
- Волосюк Василь Михайлович — голова Дубоссарського райвиконкому
- Гаврилов П.Ф. — бригадир комплексної бригади колгоспу імені Свердлова Тираспольського району
- Грузовенко Андрій Іванович — 1-й секретар Резинського райкому КПМ
- Гуськов А.І. —
- Динга Г.М. —
- Кириленко В.Ф. —
- Кобилецький А.С. —
- Коваль Микола Григорович — 1-й заступник голови Держплану РМ Молдавської РСР
- Козловський Василь Якимович — голова колгоспу «Маяк» Єдинецького району
- Константинов Антон Сидорович — секретар Молдавської республіканської ради професійних спілок
- Коробчану Анатолій Володимирович — 2-й секретар Кишинівського міськкому КПМ
- Коротнян Василь Спиридонович —
- Кравцов В.М. — 1-й секретар Бельцького міськкому КПМ
- Куповець А.К. —
- Лешан Іван Григорович — голова Флорештського райвиконкому
- Лубенець Дмитро Євтихійович —
- Лупан Андрій Павлович — письменник, голова правління Спілки радянських письменників Молдавської РСР
- Мар'яновський І.А. —
- Матвєєнко Дмитро Дмитрович — слюсар 3-ї Бендерської дистанції шляху Молдавської залізниці
- Олійник Валентин Петрович —
- Положенко Никанор Володимирович — міністр житлово-комунального господарства Молдавської РСР
- Ротар Семен Степанович — голова колгоспу «Фруктовий Донбас» Дубосарського району
- Сєдова Ганна Терентіївна — голова Атацького райвиконкому
- Соловйова Валентина Сергіївна — директор Тираспольської швейної фабрики імені 40-річчя ВЛКСМ
- Стойко Іван Никифорович — голова колгоспу імені Сталіна Бельцького району
- Троєнко О.В. —
- Тузлов Михайло Іванович — голова Комратського райвиконкому
- Утков А.Г. — завідувач особливого сектора ЦК КПМ
- Фомін Василь Михейович — начальник Головного управління професійно-технічної освіти РМ Молдавської РСР
- Чекір Домна Захарівна —
- Шехватов Борис Матвійович — головний редактор журналу «Коммунист Молдавии»

### Члени Ревізійної комісії КП Молдавії
- Абашкін Сергій Федорович — 1-й секретар Каушанського райкому КПМ
- Арпентьєв Володимир Олександрович — міністр фінансів Молдавської РСР, голова Ревізійної комісії
- Вершинін І.М. —
- Галущенко С.І. —
- Єремей Григорій Ісидорович — 2-й секретар ЦК ЛКСМ Молдавії
- Климанов Василь Іванович — міністр автомобільного транспорту і шосейних доріг Молдавської РСР
- Кожухар Семен Тимофійович — голова Бендерського міськвиконкому
- Кольца І.В. — 1-й секретар Ніспоренського райкому КПМ
- Кройтор З.І. — голова колгоспу імені Леніна Карпіненського району
- Лещенко Іван Ілліч — голова Липканського райвиконкому
- Лунгу Л.Є. —
- Мацнєв Олексій Іванович — голова Тираспольського міськвиконкому
- Паскаль Трохим Іванович — секретар Президії Верховної Ради Молдовської РСР
- Руссу П.І. —
- Савельєв Т.П. —
- Сергеєв Н.П. — директор радгоспу «Карманово» Дубосарського району
- Сімченко Є.Ф. —
- Хорева Августа Василівна — голова Бендерського міськвиконкому
- Чечуй Микола Онуфрійович — голова Тираспольського райвиконкому